# Aplosonyx sublaevicollis
Aplosonyx sublaevicollis (лат.) — вид жуков-листоедов рода Aplosonyx из подсемейства козявки (Galerucinae, Chrysomelidae). Распространен в Юго-Восточной Азии: Китай (Юньнань); Лаос; Таиланд; Мьянма; Малайзия; Индонезия. Жуки среднего размера (длина тела около 10 мм). Этот вид можно отличить от других видов по пурпурно-синим надкрыльям и вершине переднеспинки без приподнятой области. Голова, усики, переднеспинка, скутеллюм и вентральная поверхность тела жёлтые, ноги коричневые с жёлтыми бёдрами, надкрылья пурпурно-синие. Пронотум приблизительно в 2 раза шире своей длины, боковая граница окаймлена, наиболее широкая в задних углах; середина диска с поперечной бороздой; плотно покрыт крупными точками в борозде и редкими мелкими точками в других частях пронотума. Щитик треугольный, гладкий, пунктированный. Этот вид отличается от сходного A. chalybeus тем, что переднеспинка наиболее широкая у задних углов. Голова маленькая, лобные бугорки отчётливые, усики тонкие, доходят до середины каждого надкрылья, в целом три базальных антенномера блестящие, антенномер 2 самый короткий, антенномер 3 длиннее антенномера 2, антенномер 4 самый длинный и длиннее антенномеров 2 и 3 вместе взятых. Пронотум шире головы, почти в 2 раза шире её длины.